# 医務技監
医務技監（いむぎかん、英: Chief Medical and Global Health Officer）は、日本における国家公務員の官職および役職のひとつである。厚生労働省に置かれる次官級のポスト。定員は1名。保健医療分野の重要施策を一元的に推進するための統括的役割として、厚生労働省設置法の一部を改正する法律（平成29年6月16日法律第59号）により厚生労働省設置法の一部が改正され、2017年7月に設置された。
厚生労働省設置法上の職務は「命を受けて、厚生労働省の所掌事務に係る技術（医学的知見を活用する必要があるものに限る。）を統理する。」（第6条第3項）であり、「医学的知見を活用する」とあるため、 医師の資格を持つ医系技官が就任する。

## 医務技監の在り方
（厚生労働審議官及び医務技監）

第五条　厚生労働省に、厚生労働審議官一人及び医務技監一人を置く。

３　医務技監は、命を受けて、厚生労働省の所掌事務に係る技術（医学的知見を活用する必要があるものに限る。）を統理する。
—厚生労働省設置法
ヒトゲノム解析や人工知能等をはじめとして、近年の保健医療分野における技術の進歩は著しく、また、その課題は多岐にわたっており、関係部局が連携して迅速に対応していくためのリーダーシップを執る。また、エボラ出血熱の流行等の公衆衛生危機や、高齢化対策等の重要性が高まっている国際保健分野において日本が貢献するための中心的役割を担っている。

2023年9月1日に創設された内閣感染症危機管理統括庁内閣感染症危機管理対策官は、厚生労働省の医務技監をもつて充てるとされている。

## 創設までの流れ
厚生労働省の所掌事務の的確な遂行を図るため、医務技監を新設する改正厚生労働省設置法が2017年6月9日の参議院本会議で可決、成立した。
「厚生労働省設置法の一部を改正する法律案」は、2017年2月7日に閣議決定され、同日、国会に提出された。
国会での審議は、2017年4月19日の衆議院厚生労働委員会で法案の提案理由説明を行い、同21日の同委員会で質疑を行い、質疑終了後採決され、与党などの賛成多数で原案通り可決、同28日の本会議で可決し、参議院へ送られた。
参議院では、2017年6月6日の厚生労働委員会で法案の提案理由説明を行い、同8日の同委員会で質疑を行い、質疑終了後に採決され、与党などの賛成多数で原案通り可決、翌9日の本会議で可決、成立した。

## 医務技監
| 代 | 氏名     | 出身   | 前職                                          | 出身大学等                               | 在任期間                                            | 退任後の役職        |
| -- | -------- | ------ | --------------------------------------------- | ---------------------------------------- | --------------------------------------------------- | ------------------- |
| 1  | 鈴木康裕 | 厚生省 | 保険局長                                      | 昭和59年医師免許（慶應義塾大学医学部卒） | 2017年（平成29年）7月11日 - 2020年 (令和2年) 8月7日 | 退官 厚生労働省顧問 |
| 2  | 福島靖正 | 厚生省 | 国立保健医療科学院長                          | 昭和59年医師免許（熊本大学医学部卒）     | 2020年 (令和2年) 8月7日 - 2023年 (令和5年) 7月4日   | 退官                |
| 3  | 迫井正深 | 厚生省 | 内閣官房新型コロナウイ ルス感染症対策推進室長 | 平成元年医師免許 (東京大学医学部)        | 2023年 (令和5年) 7月4日 -                           | N/A                 |